# Deutz D 8005
Der D 8005 ist ein Traktor der Marke Deutz aus der Baureihe D-05. Er war während seiner Bauzeit, gemeinsam mit der 1966 präsentierten Allradausführung D 8005 A, das leistungsstärkste Traktorenmodell von Deutz. Gleichzeitig handelte es sich um den ersten Serientraktor mit Allradantrieb von diesem Hersteller.

## Baujahre und Modelle
Der Deutz D 8005 wurde 1965 vorgestellt, ein Jahr vor der Allradversion D 8005 A. Die Produktion beider Modelle endete 1966.

## Technik
Der D 8005 verfügt über einen F6L812S Motor, der für einen ruhigeren Lauf mit einem Massenausgleichsgetriebe ausgestattet ist. Als Getriebe dient ein A 230 der Firma ZF Friedrichshafen mit acht Vorwärts- und vier Rückwärtsgängen. Die Vorderachse des D 8005 A ist die APL 3050 vom selben Hersteller, die sich dank der verbauten Lamellenkupplung auch unter Last schalten lässt. Es war auch eine Servolenkung erhältlich. Zur Serienausstattung gehörten u. a. eine Motorzapfwelle und eine Hydraulikanlage mit 2200 Kilogramm Hubkraft (nach anderen Angaben 3400 kg), und der Möglichkeit bis zu drei weitere Hydraulikzylinder anzuschließen.

### Technische Daten
|                         | D 8005                                                                                         | D 8005 A                                                                                       |
| ----------------------- | ---------------------------------------------------------------------------------------------- | ---------------------------------------------------------------------------------------------- |
| Motorbauform            | R6                                                                                             | R6                                                                                             |
| Treibstoff              | Diesel                                                                                         | Diesel                                                                                         |
| Verbrennungsverfahren   | Viertaktmotor                                                                                  | Viertaktmotor                                                                                  |
| Gemischaufbereitung     | Wirbelkammereinspritzung                                                                       | Wirbelkammereinspritzung                                                                       |
| Kühlung                 | Gebläsekühlung                                                                                 | Gebläsekühlung                                                                                 |
| Hubraum                 | 5100 cm³                                                                                       | 5100 cm³                                                                                       |
| Leistung                | 59 kW (80 PS) bei 2300 min−1                                                                   | 59 kW (80 PS) bei 2300 min−1                                                                   |
| Hub × Bohrung           | 120 × 95 mm                                                                                    | 120 × 95 mm                                                                                    |
| Drehmoment              | 285 Nm bei 1300 min−1                                                                          | 285 Nm bei 1300 min−1                                                                          |
| Verdichtungsverhältnis  | 20:1                                                                                           | 20:1                                                                                           |
| Höchstgeschwindigkeit   | 25 bis 28,5 km/h                                                                               | 25 bis 28,5 km/h                                                                               |
| Antriebsart             | Hinterradantrieb                                                                               | Allradantrieb                                                                                  |
| Kraftübertragung        | 8 Vorwärts- und 4 Rückwärtsgänge 1. Geländegang als Kriechgang optional: Schnellgangausführung | 8 Vorwärts- und 4 Rückwärtsgänge 1. Geländegang als Kriechgang optional: Schnellgangausführung |
| Motorzapfwellendrehzahl | 540 / 1000 min−1                                                                               | 540 / 1000 min−1                                                                               |
| Hydraulik               | KAT. II 27,0 l/min bei 175 bar                                                                 | KAT. II 27,0 l/min bei 175 bar                                                                 |
| Standardbereifung       | vorne: 7.50-18 hinten: 16.9-34                                                                 | vorne: 12.5-20 hinten: 18.4-30                                                                 |
| Bauart                  | rahmenlose Blockbauweise                                                                       | rahmenlose Blockbauweise                                                                       |
| Leergewicht             | 3720 kg                                                                                        | 4320 kg                                                                                        |